# Chaim Tzvi Kruger
Pour les articles homonymes, voir Kruger.
Chaim Tzvi Kruger ou Chaim  Hersz Kruger (En hébreu : חיים צבי ב"ר יצחק יחיאל), né en 1904 à Zhovkva, Royaume de Galicie et de Lodomérie, en Autriche-Hongrie, aujourd'hui en Ukraine et mort le 9 décembre 1982 à Jérusalem en Israël est un rabbin orthodoxe, haredi, à Bruxelles avant la Seconde Guerre mondiale, qui suggère à Aristides de Sousa Mendes, durant la guerre au consul du Portugal à Bordeaux, de délivrer des milliers de visas aux réfugiés juifs dans cette ville. Il est le beau-père du rabbin Samuel Yaffe-Schlesinger de Strasbourg.

## Biographie
Chaim Tzvi Kruger, est né en 1904à Zhovkva, Royaume de Galicie et de Lodomérie, en Autriche-Hongrie, aujourd'hui en Ukraine. Il est le fils du rabbin Yitzchok Yechiel Kruger et de Feige Kruger, née Shapiro. Il fait partie d'une fratrie de sept enfants dont le rabbin Yusha Kruger (mort durant la Shoah), le rabbin Burich Kruger (rabbin de Kastapel) (mort durant la Shoah), Rivka Kruger (morte durant la Shoah), Yente (morte durant la Shoah), Sara Yihudis (morte durant la Shoah).
Chaim Tzvi Kruger épouse Cypra/Cilla (Tzipporah) Dornbush (Kruk),. Elle est née en 1902 à Przemyśl, en Galicie, en Pologne et est morte circa 1996 à Jérusalem en Israël. Elle est la fille de Shia Luzer Dornbush (Krug) (mort dans la Shoah) et de Golda Dornbush.
Chaim Tzvi Kruger et Tzippora Kruger ont cinq enfants: Chana/Anna Kruger (née en 1926 à Bruxelles), Zysla/Giselle Kruger (née en 1928 à Bruxelles, Rivka/Regina Kruger (née en 1929 à Bruxelles), Jacob Kruger (né en 1931 à Bruxelles) et Sara Kruger (née en 1934 à Bruxelles).
Sara Kruger épouse en 1960 le rabbin Samuel Yaffe-Schlesinger de Strasbourg. Elle  est morte le 10 juillet 2024 à l'âge de 90 ans à Jérusalem, en Israël. Elle est enterrée au Mont des Répits à Jérusalem

### Études
Chaim Tzvi Kruger étudie avec son père, le rabbin Yitzchok Yechiel Kruger. À l'âge de 18 ans, il reçoit son ordination rabbinique (Semikha), incluant celle du rabbin Menachem Ziemba.

### Bruxelles
En 1928, Chaim Tsvi Kruger est nommé rabbin à Bruxelles, position qu'il occupe jusqu'à la Shoah. Il se réfugie alors en France.

### Seconde Guerre mondiale
Réfugié avec sa famille à Bordeaux, Chaim Tzvi Kruger se lie d'amitié en mai 1940 avec Aristides de Sousa Mendes, le consul du Portugal à Bordeaux. Ce dernier offre des visas pour toute la famille mais Chaim Tzvi Kruger refuse l'offre avant que tous les réfugiés se trouvant à Bordeaux eux-aussi reçoivent les visas. Cet acte de solidarité motive Sousa Mendes. Il décide alors la remise de visas sur une grande échelle, à l'encontre des politiques de son gouvernement.
La famille Kruger reçoit ses visas le 15 juin 1940 et traverse la frontière pour se rendre au Portugal et embarque un an plus tard sur le navire Nyassa en juin 1941, à destination de New York.

### New York
À New York, Av Beth Din, de l' Agudat Harabonim, responsable des cas d'Agounah et de Guet (acte de divorce). Il est rabbin à Brooklyn Heights, Brooklyn.

### Mort
Chaim Tzvi Kruger meurt 9 décembre 1982 à Jérusalem en Israël et est enterré au Mont des Répits à Jérusalem en Israël, dans la section des rabbins (Chelkas HaRabanim).